# ماتي غرانيتش
ماتي غرانيتش (بالكرواتية: Mate Granić) (و. 1947 – م) هو دبلوماسي، وطبيب باطني، وبروفيسور (أستاذ جامعي) من كرواتيا .
وهو عضو في الاتحاد الديمقراطي الكرواتي .

## التعليم
تعلم في جامعة زغرب.

## مناصب وهيئات
أدار جامعة لودفيش ماكسيميليان في ميونخ، وجامعة زغرب.

## روابط خارجية
- ماتي غرانيتش على موقع مونزينجر (الألمانية)